# 格蘭比 (麻薩諸塞州)
格蘭比（英語：Granby）是一個位於美國麻薩諸塞州漢普夏縣的鎮。

## 人口
根據2020年美國人口普查的數據，格蘭比的面積為72.75平方千米，當中陸地面積為72.08平方千米，而水域面積為0.67平方千米。當地共有人口6110人，而人口密度為每平方千米84人。